# Serie C2 1999/2000
Soutěžní ročník Serie C2 1999/00 byl 22. ročník čtvrté nejvyšší italské fotbalové ligy. Soutěž začala 5. září 1999 a skončila 11. června 2000. Účastnilo se jí celkem 54 týmů rozdělené do tří skupin po 18 klubech. Z každé skupiny postoupil vítěz přímo do třetí ligy, druhý postupující se probojoval přes play off.
Klub které měl sestoupit (Nuova Nardò Calcio) nakonec zůstal v soutěži i v příští sezoně.